# Berkenthin
Berkenthin es un municipio situado en el distrito de Ducado de Lauenburgo, en el estado federado de Schleswig-Holstein (Alemania), con una población a finales de 2016 de unos 2078 habitantes.
Se encuentra ubicado al sur del estado, cerca del río Elba y del canal Elba-Lübeck, y de las fronteras con la ciudad de Hamburgo y los estados de Baja Sajonia y Mecklemburgo-Pomerania Occidental.